# Can Ferrers de Dalt
Can Ferrers de Dalt és una masia de Matadepera (Vallès Occidental) protegida com a Bé Cultural d'Interès Local.

## Descripció
Masia situada a la urbanització de Les Pedritxes, en una gran parcel·la envoltada d'arbres i delimitada per un mur de pedra vista. Està formada per tres cossos adossats de planta baixa, pis i coberta de teula àrab d'un sol aiguavés que formen una planta composta: el volum més voluminós, el més proper a l'entrada al recinte i perpendicular al carrer de Mas Sallés, és de planta rectangular; en un dels seus costats se situa un segon cos, que forma una L amb el primer cos; el tercer volum, de menors dimensions que la resta, està adossat a la part posterior del cos més gran i té una planta rectangular.
Les façanes principals dels dos volums més voluminosos donen a un pati constituït per la forma en L d'aquestes dues construccions annexades de manera perpendicular. El de majors dimensions presenta, a la planta baixa, tres obertures rectangulars amb llinda, brancals i ampit de pedra, una de les quals constitueix la porta principal d'accés. Al primer pis s'obren dues finestres idèntiques a les del nivell inferior.
La façana principal de l'altre cos presenta, a la planta baixa, una gran porta d'arc escarser amb emmarcament destinada a garatge i, al seu costat, una finestra quadrada de dues batents amb una llinda de fusta. Al pis superior hi ha una altra finestra rectangular amb llinda de fusta i ampit de pedra. La part que compta amb el garatge té una coberta plana sobre la qual s'aixeca un volum més petit amb una galeria d'arcs de mig punt i una coberta d'un sol aiguavés.
El parament de l'immoble és fet de carreus vistos de diferents dimensions disposats de manera irregular. Les cantonades estan reforçades amb pedres allargades, també a la vista.

## Història
Les referències documentals de Can Ferrers de Dalt apareixen lligades a les de Can Ferrers de Baix. Les primeres es troben a l'Speculo del Monestir de Sant Llorenç del Munt. Es tracta d'una venda feta per Joan Bosc, de Terrassa, a Bartomeu Roure, de Sant Joan de Matadepera, el 1408. Els terrenys venuts es trobaven en un camp denominat Palomer, i també hi ha una referència al camp del mas Ferrés. No se sap si es feia referència a can Ferrer de Dalt o de Baix. Aquests masos eren anomenats Farrés, Ferrés i Ferrers; Can Ferrers de Dalt també era conegut com el Casalot de les Pedritxes.
Can Ferrers de Dalt estava en estat ruïnós a principis del segle xx, motiu pel qual va patir importants transformacions en la seva restauració.